# FedEx Express
Cet article court présente un sujet plus développé dans : FedEx.
FedEx Express (anciennement Federal Express) est une entreprise de transport de fret américaine basée à Memphis, dans le Tennessee. C'est la plus grande compagnie aérienne au monde en termes de tonnes de fret aérien transportées et la neuvième au monde en termes de taille de la flotte. C'est une filiale de FedEx Corporation qui livre chaque jour des colis et du fret dans presque tous les pays du monde. Sa plate-forme de correspondance mondiale (« SuperHub ») est située à l'aéroport international de Memphis.